# Лейпциг (дирекционный округ)
Лейпциг (нем. Leipzig) — один из трёх дирекционных округов (нем. Direktionsbezirk) земли Саксонии в Германии.
Расположен на северо-западе земли.
Создан 1 августа 2008 года в ходе саксонской коммунальной реформы и заменил административный округ Лейпциг. В основном совпадает с округом Лейпциг, существовавшим в ГДР в 1952—1990 гг.
Управление округом с 1 марта 2012 года осуществляется единой земельной дирекцией Саксонии (нем. Landesdirektion Sachsen).
В округ входят 2 района и 1 город, приравненный к районам:
- город Лейпциг,
- район Лейпциг,
- район Северная Саксония.

Всего в округе 80 коммун. Плотность населения составляет 252 чел./км².